# Na putu prema dolje
Na putu prema dolje (engl. Breaking Bad), američka je kriminalistička dramska televizijska serija čiji je autor i producent Vince Gilligan. Serija se izvorno prikazivala na televizijskoj mreži AMC, a trajala je pet sezona - od 20. siječnja 2008. do 29. rujna 2013. godine. Radnja serije vrti se oko Waltera Whitea (Bryan Cranston), profesora kemije u srednjoj školi kojem je dijagnosticiran neoperabilni rak pluća. Zajedno sa svojim bivšim učenikom Jessejem Pinkmanom (Aaron Paul), White se okreće svijetu kriminala proizvodeći i prodavajući kristalizirani metamfetamin, a sve kako bi osigurao financijsku budućnost svoje obitelji prije vlastite smrti. Izvorni je naslov serije Breaking Bad proizašao iz južnjačkog govornog izraza koji znači raise hell (u slobodnom prijevodu "uzburkati pakao"). Radnja serije Na putu prema dolje smještena je u Albuquerque (savezna država Novi Meksiko). 
Walterovu obitelj čine njegova supruga Skyler (Anna Gunn) te dvoje djece - Walter Jr. (RJ Mitte) i Holly (Elanor Anne Wenrich). Ostali likovi serije uključuju Skylerinu sestru Marie Schrader (Betsy Brandt) i njezinog muža Hanka (Dean Norris), agenta DEA-e. U jednom trenutku serije Walter unajmljuje odvjetnika Saula Goodmana (Bob Odenkirk) koji ga spaja s privatnim istražiteljem Mikeom Ehrmantrautom (Jonathan Banks) te, u konačnici, s njegovim poslodavcem, a ujedno i narkokraljem Gusom Fringom (Giancarlo Esposito). U posljednjoj sezoni kao jedni od glavnih likova pojavljuju se Todd Alquist (Jesse Plemons) i Lydia Rodarte-Quayle (Laura Fraser).
Na putu prema dolje vrlo učestalo se smatra jednom od najboljih televizijskih serija svih vremena. Do trenutka kada je prikazana posljednja epizoda, serija se nalazila među najgledanijim programima američke kabelske televizije. Osvojila je mnogobrojne nagrade uključujući šesnaest prestižnih televizijskih nagrada Emmy, osam nagrada Satelit, dva Zlatna Globusa, dvije nagrade "Peabody", dvije nagrade Društva filmskih kritičara te četiri nagrade Društva televizijskih kritičara. Za nastup u seriji Cranston je četiri puta osvojio televizijsku nagradu Emmy u kategoriji najboljeg glavnog glumca; Aaron Paul je osvojio tri Emmyja u kategoriji najboljeg sporednog glumca dok je Anna Gunn osvojila dva Emmyja u kategoriji najbolje sporedne glumice. Godine 2013. serija Na putu prema dolje ušla je u Guinnessovu knjigu rekorda kao kritičarski najbolje ocijenjena serija svih vremena.

## Pregled serije

### Prikazivanje
Ukupno su snimljene i prikazane 62 epizode serije Na putu prema dolje tijekom pet sezona u razdoblju od šest godina. Posljednja, peta sezona serije zbog poslovnih razloga razdvojena je u dva dijela.
| Sezona | Sezona | Epizode | Epizode            | Prvo prikazivanje   | Prvo prikazivanje   | Prikazivanje u Hrvatskoj | Prikazivanje u Hrvatskoj | Prikazivanje u Hrvatskoj |
| Sezona | Sezona | Epizode | Epizode            | Premijera           | Finale              | Premijera                | Finale                   | Mreža                    |
| ------ | ------ | ------- | ------------------ | ------------------- | ------------------- | ------------------------ | ------------------------ | ------------------------ |
|        | 1.     | 7       | 7                  | 20. siječnja 2008.  | 9. ožujka 2008.     | 3. veljače 2011.         | 17. ožujka 2011.         | Nova TV                  |
|        | 2.     | 13      | 13                 | 8. ožujka 2009.     | 9. ožujka 2009.     | 24. ožujka 2011.         | 16. lipnja 2011.         | Nova TV                  |
|        | 3.     | 13      | 13                 | 21. ožujka 2010.    | 13. lipnja 2010.    | 4. travnja 2012.         | 2. svibnja 2012.         | Nova TV                  |
|        | 4.     | 13      | 13                 | 17. srpnja 2011.    | 9. listopada 2011.  | 31. ožujka 2014.         | 16. travnja 2014.        | Doma TV                  |
|        | 5.     | 16      | 8                  | 15. srpnja 2012.    | 2. rujna 2012.      | 3. kolovoza 2015.        | 12. kolovoza 2015.       | Doma TV                  |
| 8      | 5.     | 16      | 11. kolovoza 2013. | 29. rujna 2013.     | 6. srpnja 2016.     | 16. srpnja 2016.         |                          | Doma TV                  |
|        | Film   | Film    | Film               | 11. listopada 2019. | 11. listopada 2019. | 11. listopada 2019.      | 11. listopada 2019.      | Netflix                  |

### Radnja serije

#### Prva sezona
Iako je planirano da prva sezona sadržava devet epizoda, zbog štrajka scenarista 2007./2008. snimljeno je i emitirano samo sedam epizoda. Prva sezona emitirala se u razdoblju od 20. siječnja do 9. ožujka 2008. godine.
Profesoru kemije u srednjoj školi, Walteru Whiteu (Bryan Cranston) dijagnosticiran je neoperabilni i uznapredovali rak pluća. Prilikom vožnje sa šogorom Hankom Schraderom (Dean Norris), koji je ujedno i agent DEA-e, Walter spazi svog bivšeg učenika Jesseja Pinkmana (Aaron Paul) koji upravo bježi iz laboratorija u kojem se proizvodi metamfetamin. Walter kasnije stupi u kontakt s Jessejem te razradi plan u kojem njih dvojica postaju partneri u proizvodnji i distribuciji metamfetamina: Walter će kuhati proizvod, a Jesse će upotrijebiti svoje veze na ulicama kako bi se poboljšala njegova distribucija. Razlozi zbog kojih Walter ulazi u cijeli posao je osiguravanje financijske budućnosti svoje trudne supruge Skyler (Anna Gunn) i sina Waltera Jr-a (koji boluje od cerebralne paralize) te plaćanje iznimno skupog liječenja. Već u prvim danima prodaje Walterovog i Jessejevog iznimno kvalitetnog metamfetamina njih dvojica nailaze na niz problema s lokalnim i već etabliranim dilerima droge. Ipak, Walter nastavlja proizvoditi kvalitetnu drogu koristeći alias "Heisenberg".

#### Druga sezona
Tijekom druge sezone Walter se nastavlja suočavati s nepremostivim medicinskim računima kada je njegovo liječenje od raka u pitanju. Unatoč tome što je imao nekoliko loših iskustava proizvodnje metamfetamina s Jessejem, odlučuje se ponovno udružiti s njim. Njih dvojica nastave proizvoditi drogu, ali uskoro opet zapadnu u probleme. Jessejev prijatelj Badger (Matt L. Jones) biva uhićen zbog operacije suzbijanja droge. Walter unajmljuje odvjetnika Saula Goodmana (Bob Odenkirk) da pomogne Badgeru. Walter i Jesse u svojem vozilu odlaze u pustinju gdje puna četiri dana provedu proizvodeći metamfetamin. Kasnije Combo, još jedan Jessejev prijatelj i diler, biva ubijen od strane konkurentske bande zbog toga što je ovaj prodavao drogu na njihovom teritoriju. Saul im obojici predloži da pronađu novi model distribucije.
U isto vrijeme Jesse sve više razvija odnos sa svojom stanodavkom Jane Margolis (Krysten Ritter). Jane, koja se nalazi na odvikavanju od droge, uskoro ponovno započne s konzumacijom pa njih dvoje završe na heroinu. Saul Walteru i Jesseju pronalazi novog poslovnog partnera, Gusa Fringa (Giancarlo Esposito) koji je spreman platiti 1,2 milijuna dolara za 17 kilograma metamfetamina. Walter dostavi proizvod Gusu, ali zbog toga propušta rođenje svoje kćerke. Zbog učestale konzumacije droge, Walter ne daje Jesseju njegov financijski dio, ali Jane za to uskoro sazna i započne ucjenjivati Walta. Walt posjećuje Jessejevu kuću i svjedoči Janeinoj smrti (zbog prekomjerne doze droge, Jane se guši u vlastitoj povraćotini dok nadrogirani i nesvjesni Jesse leži pokraj nje), ali ne odlučuje poduzeti apsolutno ništa i pušta ju da umre. Skyler se suočava s Walterom u vezi njegove učestale odsutnosti iz njihovog doma i loših izlika. Uskoro polako počinje shvaćati što se događa i zahtijeva od Waltera da započnu živjeti razdvojeno.

#### Treća sezona
Walter se želi ponovno ujediniti sa svojom obitelji, ali Skyler i dalje sumnja u Walterov drugi život. Walter vjeruje da će smanjiti tenzije između njih dvoje time što će joj otkriti što je cijelo vrijeme radio. Međutim, Skyler je šokirana priznanjem i zatražuje službeni razvod braka. U međuvremenu Gus ponudi Walteru 3 milijuna dolara za tri mjeseca rada u proizvodnji droge. Uz to mu nudi i vrhunski opremljeno postrojenje te genijalnog asistenta u laboratoriju Galea (David Costabile). Jesse, s druge strane, nastavlja samostalno proizvoditi i prodavati svoj metamfetamin, ali ne sluti da ga Hank skupa s DEA-om prati i polako skuplja dokaze pred uhićenje. Hank jedva preživljava pokušaj atentata od strane Tucovih bratića te u procesu uspijeva ubiti jednog, a kritično ozlijediti drugog kojeg kasnije u bolnici ubija Mike.
Jesse prijeti Walteru da će ga prijaviti policiji ako bude uhićen, pa mu Walter ponudi Galeov posao u laboratoriju. Nakon što ga dobije, Jesse započne krasti metamfetamin iz laboratorija i tajno ga prodavati isključivo za sebe. Uskoro se nađe u romantičnoj vezi s djevojkom koju upozna u grupi za rehabilitaciju te saznaje da je njezin mlađi, jedanaestogodišnji brat nagovoren od strane Gusa i njegovih dilera droge da ubije Comba zbog čega se odlučuje na osvetu. Walter pomaže Jesseju u trenutku kada ga Gus pokuša ubiti. Zbog svega toga Gus gubi povjerenje u Waltera i zamoli Galea da preuzme vodstvo nad laboratorijem istovremeno naređujući svojim pristašama da ubiju Waltera i Jesseja. Nakon što ga otmu, Walter zove Jesseja i preko telefona mu naređuje da ubije Galea kako bi prisilio Gusa da ne ubije njih dvojicu.

#### Četvrta sezona
Jesse slijedi Walterove upute i ubija Galea. Gus odluči njih dvojicu staviti pod strogi nadzor te im također ugroziti prijateljstvo tako što ih stavlja na različite zadatke: dok Walter radi u laboratoriju, Jesse s Mikeom (Jonathan Banks) obavlja razne zadatke koji uključuju prisilno naplaćivanje ili običnu potporu tijekom obavljanja poslova. Odnos Waltera i Jesseja totalno zahladi te uskoro njih dvojica jedan prema drugome postanu i neprijateljski nastrojeni. U međuvremenu Hank, koji se cijelo vrijeme oporavlja od ozljeda koje su mu nanijela braća Salamanco iz prethodne sezone, pronalazi dokaze koji povezuju ubijenog Galea i Gusa. On vjeruje kako je Gus zapravo narkokralj te započne prikupljati dokazni materijal. Gus uskoro saznaje za blisku povezanost Hanka i Waltera te shvaća da bi zbog toga cijela operacija mogla biti ugrožena. Gus daje otkaz Walteru i govori mu da će Hank biti ubijen. Također ga upozorava da će mu ubiti cijelu obitelj ako se Walter na bilo koji način bude upleo u njegove planove. U tom trenutku Jesse i Walter stavljaju na stranu sve svoje nesuglasice i odluče ubiti Gusa, pritom nagovorivši bivšeg člana kartela Hectora Salamancu da detonira bombu samoubojicu. Ovaj to i čini te pritom ubija sebe, Gusa i Tyrusa, Gusovog pristašu. Walter i Jesse nakon toga uništavaju laboratorij, a Walter u telefonskom razgovoru objavljuje svojoj supruzi da je "pobijedio". 

#### Peta sezona
Nakon smrti Gusa Fringa, Walter se udružuje u partnerstvo s Jessejem i Mikeom. Mike obavlja kompletni poslovni dio operacije, dok Walter i Jesse rade s ekipom koja raskužava domove i u napuštenim kućama kuhaju metamfetamin. Hank i DEA uskoro otkrivaju identitet devetero zatvorenika i jednog odvjetnika s kriminalnom povezanošću s Mikeom. Walter ubija Mikea, ali se pribojava da će doušnici otkriti njegovu operaciju budući im Mike više ne može plaćati za njihovu šutnju. Zbog toga unajmljuje Jacka Welkera, vođu arijske bande kako bi ubio svih deset doušnika iz zatvora. Walterov biznis nastavlja neometano cvasti sve do trenutka dok se on ne odluči povući u mirovinu nakon zarade 80 milijuna dolara koje Skyler čuva u zatvorenom skladištu.
Prilikom zajedničkog ručka u kući obitelji White, Hank slučajno otkriva jednu od Walterovih knjiga s posvetom Galea Boettichera. U tom trenutku Hank shvaća da je Walter famozni "Heisenberg" te tajno započne provoditi istragu. Sklapa savezništvo s Jessejem, koji sada ne može smisliti Waltera zbog svih njegovih zločina. Ostavljen bez opcije, Walter zakapa sav novac u pustinju To'Hajilee te ponovno unajmljuje Jacka, ovaj put da ubije Jesseja. Walter se pokušava suočiti s Jessejem u pustinji, ali ga Hank hvata u zamku i uhićuje. Međutim, u istom trenutku dolazi Welkerova banda i slijedi krvavi i snažni obračun u kojem Jack ubija Hanka bez obzira na Walterove molbe da to ne učini. Jesse je uhvaćen i prisiljen proizvoditi metamfetamin poput roba. Prije nego što odu, Jack i njegova banda uzmu veliku količinu Walterovog novca, ostavivši mu 11 milijuna dolara kao znak dobre volje.
Skyler i Walter Jr. su šokirani vijestima o Hankovoj smrti i smatraju Waltera odgovornim. Odbijaju napustiti Albuquerque s Walterom te umjesto toga kontaktiraju policiju. Sljedećih nekoliko mjeseci Walter provodi skrivajući se u kolibi u državi New Hampshire dok se istovremeno bori s rakom. Vraća se u Novi Meksiko kako bi po posljednji put posjetio obitelj te kako bi se osvetio Jacku. S bivšim partnerima Elliotom i Gretchen dogovara sve detalje u vezi prosljeđivanja 9 milijuna dolara njegovoj djeci. Kasnije iste večeri, Walter sa strojnicom ubija sve pripadnike Jackove bande u njihovom postrojenju te oslobađa Jesseja koji uspijeva pobjeći netom prije dolaska policije. Na kraju Walter shvaća da je smrtno ranjen te polako podliježe ozljedama dok se u daljini čuje zvuk policijskih sirena.

## Glumačka postava i likovi

### Glavni likovi
- Bryan Cranston kao Walter White - profesor kemije kojem je dijagnosticiran neoperabilan rak pluća zbog čega započinje proizvoditi metamfetamin kako bi osigurao financijsku budućnost svoje obitelji. Kako njegov posao napreduje, Walter stječe notornu reputaciju pod pseudonimom "Heisenberg". Cranston je u jednom intervjuu izjavio da je, premda je uživao raditi komediju, odlučio da bi se trebao posvetiti radu na nečem potpuno drugačijem. Nadodao je: "Međutim, smatram da svaka dobra drama ima određenih humorističnih elemenata u sebi, zbog toga što publici na neki način moraš razbiti napetost kada je to potrebno te ju ponovno graditi iz početka. Walt White nema pojma da je ponekad izrazito humorističan, ali ja kao glumac prepoznajem te komične trenutke i prilike."[6]
- Anna Gunn kao Skyler White - Walterova supruga koja je prije njegove dijagnoze ostala trudna s njihovim drugim djetetom te koja kako serija odmiče postaje sve sumnjičavija u vezi Walterove nagle promjene u ponašanju. Glumica Gunn gleda na Skyler kao na "osobu koja čvrsto stoji na zemlji, mentalno jaku, inteligentnu i ambicioznu". Također napominje kako je njezina utihnula spisateljska karijera najvjerojatnije njezin najveći san: "Vjerujem da ona duboko u sebi žudi za tim da bude umjetnica te da bude kreativna i produktivna."[7]
- Aaron Paul kao Jesse Pinkman - Walterov partner u proizvodnji metamfetamina i bivši učenik. Glumac Paul na Jesseja gleda kao na smiješnog klinca: "On je izgubljena duša - ne mislim da je loš, samo da se spetljao s krivim društvom". Glumac detaljnije opisuje pozadinu lika: "On ne dolazi iz problematične obitelji u kojoj je bilo nasilja i alkoholizma. Međutim, možda se naprosto nije mogao poistovijetiti sa svojim ocem, možda je njegov otac bio prestrog ili preobičan za Jesseja."[8]
- Dean Norris kao Hank Schrader - Marijin suprug, Walterov i Skylerin šogor te agent DEA-e. U početku serije, Hank je trebao biti lik koji služi za opuštanje i humor (tzv. comic relief). Glumac Norris koji je u nekoliko televizijskih serija i filmova glumio policajce je izjavio: "Toliko puta sam do sada glumio policajce i razgovarao s brojnim savjetnicima i stručnjacima da sam se brzo uklopio. Slučajnost ili ne, jedan od mojih najboljih prijatelja iz djetinjstva postao je policajac u Chicagu, a u Los Angelesu imam drugog jako dobrog prijatelja koji je šerif. Tako da sam bio upoznat sa svim aspektima tog posla."[9]
- Betsy Brandt kao Marie Schrader - Skylerina sestra i Hankova supruga, ujedno i kleptomanka. Brandt opisuje Marie kao "neugodnu kuju", ali također je nadodala da je ona puno više od toga: "Kako vrijeme odmiče mislim da ona postaje sve kompleksnija. Sve se uvijek vrti oko nje."[10]
- RJ Mitte kao Walter White, Jr. - sin Waltera i Skyler koji ima cerebralnu paralizu. Nakon što Walter prizna obitelji da boluje od raka, White Jr. započinje s problematičnim ponašanjem. Poput lika, glumac Mitte također boluje od cerebralne paralize, ali u blažem obliku.[11] Mitte je izjavio da se morao odreći terapije kako bi uvjerljivo dočarao svoj lik pa je ostajao budan do kasno u noć vježbajući mucanje te hodanje uz pomoć štaka.[12]
- Bob Odenkirk kao Saul Goodman (sporedni lik u drugoj sezoni, glavni lik od treće sezone) - pokvareni, priprosti odvjetnik Waltera i Jesseja. Odenkirk je inspiraciju za Goodmana pronašao u filmskom producentu Robertu Evansu: "Razmišljao sam o njemu zbog toga što sam na CD-u slušao njegovu autobiografiju The Kid Stays in the Picture. On konstantno mijenja svoj ritam i način govora te stavlja naglasak na zanimljive riječi. Kada vježbam scene samostalno, trudim se raditi imitaciju Roberta Evansa. A kada ju nađem, onda dođem pred kamere i budem Saul."[13]
- Giancarlo Esposito kao Gustavo "Gus" Fring (sporedni lik u drugoj, glavni lik u trećoj i četvrtoj sezoni) - čileanski visoko-pozicionirani distributer droge kojem kao paravan služi lanac restorana brze hrane imena Los Pollos Hermanos. Esposito je izjavio da je za treću sezonu u svoj lik inkorporirao treninge yoge: "Gus je najveći cooler koji je ikada hodao Zemljom. Sjetim se Eddieja Olmosa iz serije Poroci Miamija - on je bio praktički mrtav, jedva je disao. Dok sam ga gledao razmišljao sam kako je moguće da tako smiren frajer stoji usred svog tog meteža? Lik Gusa mi je omogućio taj nivo fleksibilnosti i relaksacije - ne zato što on ima ultimativnu moć i što zna da u bilo kojem trenutku može bilo kome oduzeti život. Već zbog samopouzdanja."[14]
- Jonathan Banks kao Mike Ehrmantraut (sporedni lik u drugoj, glavni lik od treće sezone) - Gusov zaposlenik kao "čistač" i ubojica, ali koji također radi i za Saula kao privatni istražitelj. Lik Mikea često je uspoređivan s likom Vuka Harveyja Keitela iz filma Pakleni šund, ali je Banks izjavio da ga ne pokušava imitirati: "Odmah sam tog lika pokušao izbaciti iz glave da budem iskren. Njegova radionica nije moja radionica. Ali kada razmišljate o svijetu morate posumnjati da se u njemu nalazi jako puno čistača, bez obzira radi li se o onima koje zapošljava vlada ili privatni ugovaratelji."[15]
- Laura Fraser kao Lydia Rodarte-Quayle (sporedni lik u prvoj polovici pete sezone te glavni lik u njezinoj drugoj polovici) - visoko-pozicionirana zaposlenica kompanije Madrigal Electomotive te bivša suradnica Gusa Fringa. Nevoljko započinje opskrbljivati Waltera i Jesseja s metilaminom te pomaže Waltu u proširenju njegovog biznisa van američkog kontinenta.
- Jesse Plemons kao Todd Alquist (sporedni lik u prvoj polovici pete sezone te glavni lik u njezinoj drugoj polovici) - zaposlenik tvrtke Vamonos Pest Control koji postaje Walterov i Jessejev suradnik.

### Sporedni likovi
- Steven Michael Quezada kao Steven "Gomie" Gomez - Hankov partner u DEA-i i najbolji prijatelj koji mu pomaže u lociranju i saznavanju pravog identiteta Heisenberga. U komičnim situacijama između njih dvojice, Gomez je uvijek onaj koji ostaje "ozbiljan".
- Matt L. Jones kao Brandon "Badger" Mayhew - Jessejev zaglupljeni prijatelj i ovisnik o drogi čiji lik u seriji učestalo služi za komične elemente.
- Charles Baker kao Skinny Pete - Jessejev prijatelj i ovisnik o drogi.
- Rodney Rush kao Christian "Combo" Ortega - Jessejev prijatelj i ovisnik o drogi.
- Jessica Hecht i Adam Godley kao Gretchen i Elliot Schwartz - vlasnici tvrtke Gray Matter, kompanije koju su osnovali skupa s Walterom, a koji je napustio tvrtku netom prije njezinog procvata. Walt je bio zaljubljen u Gretchen, a neuzvraćena ljubav je jedan od razloga njegova odlaska iz tvrtke.
- Raymond Cruz kao Tuco Salamanca - psihopatski meksički narkokralj koji postaje distributer Walterovog i Jessejevog metamfetamina.
- Mark Margolis kao Hector Salamanca - bivši visokopozicionirani član kartela Juarez koji je zbog moždanog udara vezan za invalidska kolica i ne može govoriti pa komunicira isključivo uz pomoć zvonca. Ujedno je Tucov, Marcov i Leonelov ujak.
- Christopher Cousins kao Ted Beneke - predsjednik tvrtke Beneke Fabricators gdje je Skyler zaposlena, ujedno i njezin nadređeni, a koji zapadne u financijske probleme iz kojih ga Skyler pokušava izbaviti.
- Krysten Ritter kao Jane Margolis - Jessejeva stanodavka i djevojka, ujedno na odvikavanju od droge.
- John de Lancie kao Donald Margolis - otac Jane Margolis, kontrolor leta koji uzrokuje sudar zrakoplova zbog nemogućnosti nošenja sa smrti kćerke.
- David Costabile kao Gale Boetticher - kemičar kojeg unajmljuje Gus Fring kako bi ovaj radio uz Waltera i upijao njegovo znanje.
- Daniel Moncada i Luis Moncada kao Leonel i Marco Salamanca - dvojica nemilosrdnih plaćenih ubojica koji rade za kartel Juarez, a koji su također bratići Tuca Salamance i nećaci Hectora Salamance.
- Emily Rios kao Andrea Cantillo - Jessejeva druga djevojka, koja se također nalazi na odvikavanju. Majka je mladom sinu imena Brock.
- Jeremiah Bitsui kao Victor - odani Gusov zaposlenik koji skupa s Mikeom odrađuje prljave poslove.
- Ray Campbell kao Tyrus Kitt - Gusov zaposlenik koji radi s Mikeom tijekom četvrte sezone serije.
- Lavell Crawford kao Huell Babineaux - Saulov tjelohranitelj koji također riješava i Walterove probleme kada se za to ukaže potreba.
- Bill Burr kao Patrick Kuby - unajmljeni prevarant koji ponekad radi za Saula, a koji se bavi raznim poslovima koji uključuju verbalno zastraživanje, prisilu i krivo navođenje.
- Michael Bowen kao Jack Welker - Toddov ujak i vođa arijske bande.

## Produkcija

### Ideja
Autor serije Na putu prema dolje je Vince Gilligan koji je nekoliko godina proveo kao scenarist Foxove popularne serije Dosjei X. Gilligan je želio kreirati seriju u kojoj glavni protagonist postaje antagonist: "Povijesno gledajući televizijske serije su dobre u portretiranju likova koji su uglavnom isti pa sama serija može trajati godinama, čak i desetljećima. Kada sam to shvatio sljedeći logičan korak mi je bio kako napraviti seriju u kojoj je jedan od glavnih motiva promjena?" Gilligan je nadodao da je njegov primarni cilj s Walterom Whiteom bio pretvoriti ga od gospodina Chipsa (lik iz filma Zbogom gospodine Chips) u Tonyja Montanu (lik iz filma Lice s ožiljkom).
Originalni naslov serije Breaking Bad proizašao je iz južnjačkog govornog izraza koji znači raising hell (u slobodnom prijevodu "uzburkati pakao"), a Gilligan ga je izabrao kako bi njime opisao Walterovu transformaciju. Prema mišljenju urednice zabavne rubrike časopisa Time Lily Rothman, sam izraz ima puno šire značenje i zapravo se radi o staroj frazi koja "označava puno gore nasilje od 'uzburkanog pakla'. Te dvije riječi sadržavaju široki dijapazon nijansi: to break bad može značiti "postati ludim", "prkositi autoritetu", "kršiti zakon", ali također može značiti i biti verbalno "ratoboran odnosno prijeteći"; a kada ga slijedi prefiks on može značiti i biti "potpuno dominantan ili poniziti drugoga".
Ideju za seriju Gilligan je osmislio tijekom razgovora sa svojim kolegom scenaristom Thomasom Schnauzom u kojem su pričali o tome kako su trenutno nezaposleni te se šalili na vlastiti račun u vezi pronalaska izlaza iz njihove situacije kreiranjem "laboratorija za proizvodnju metamfetamina u prikolici te vožnjom po zemlji kuhajući drogu i zarađujući novac." Prije nego što je serija završila s emitiranjem Gilligan je izjavio da je Waltera Whitea bilo dosta teško pisati budući je lik izrazito mračan i moralno upitan: "Serija će mi svakako nedostajati kada završi, ali na jednoj razini bit će to i olakšanje zbog toga što mi Walt više neće biti u glavi." Kako je serija odmicala, Gilligan i ostatak scenarističkog osoblja činili su Waltera izrazito nesimpatičnim likom. Tijekom trajanja serije Gilligan je u jednom intervjuu rekao: "Walter od protagonista postaje antagonist. Želimo da se ljudi zapitaju za koga navijaju u priči i zašto." Cranston je tijekom četvrte sezone izjavio: "Mislim da je Walt do sada shvatio da je bolje biti onaj koji proganja nego onaj kojeg proganjaju. On je na sigurnom putu da postane zastrašujuć lik."
Dok je prezentirao premisu serije raznim studijima, Gilligan je postao obeshrabren kad je saznao da na televiziji već postoji serija slične radnje - Trava. Premda su ga producenti uvjeravali da je njegova serija i dalje puno drugačija te da postoji mogućnost da postane uspješna, Gilligan je kasnije priznao da ne bi uopće krenuo predstavljati vlastiti uradak da je prije toga znao da Trava već postoji.

### Razvoj serije
Za prvu sezonu televizijska mreža AMC naručila je devet epizoda (uključujući i pilot), ali je štrajk scenarista 2007./08. ograničio produkciju na sedam nastavaka. U prvotnim verzijama scenarija, mjesto radnje serije bilo je Riverside (država Kalifornija), ali na prijedlog kompanije Sony sve je premješteno u Albuquerque (država Novi Meksiko) zbog financijske uštede. Kada je Gilligan shvatio da promjena mjesta radnje znači da će u kadrovima usmjerenima prema istoku "morati konstantno izbjegavati gorje Sandiju" kompletna produkcija i radnja serije premješteni su na tu lokaciju. Cijela serija snimljena je na 35mm filmu uz upotrebu digitalnih kamera u situacijama kada su se snimali kadrovi iz točno određenih kutova ili kadrovi iz pozicije promatrača (tzv. POV - point of view). Svaka epizoda serije Na putu prema dolje navodno je koštala 3 milijuna dolara, puno više od uobičajene cijene epizode serije kablovske televizije.
U srpnju 2011. godine autor Vince Gilligan izjavio je da namjerava okončati seriju s petom sezonom. Ranog kolovoza iste godine između televizijske mreže AMC i tvrtke Sony Pictures Television započeli su pregovori oko produkcije pete i najvjerojatnije posljednje sezone serije. AMC je predložila skraćenu petu sezonu (šest do osam epizoda, umjesto uobičajenih trinaest) kako bi se smanjili financijski troškovi, ali su producenti tu ideju odbili. Nakon toga je Sony pristupio drugim kablovskim televizijama oko mogućnosti preuzimanja cijele produkcije zbog nemogućnosti dogovora s AMC-om. Dana 14. kolovoza serija je službeno obnovljena za petu i posljednju sezonu koja se sastojala od 16 epizoda.

### Dodjela uloga
Autor serije Na putu prema dolje Vince Gilligan dao je ulogu Waltera Whitea Bryanu Cranstonu zbog toga što su njih dvojica zajedno već radili na epizodi znanstveno-fantastične serije Dosjei-X u kojoj je Gilligan bio jedan od scenarista. U navedenoj epizodi naslova Drive (drugi nastavak šeste sezone serije) Cranston glumi Patricka Crumpa, antisemita koji boluje od smrtonosne bolesti te kao taoca uzima glavnog protagonista serije Foxa Muldera (David Duchovny). Gilligan je izjavio da lik Whitea treba istovremeno biti gnjusan i simpatičan te da je "Bryan jedini glumac koji može izvesti taj trik. A definitivno se radi o triku. Nemam pojma kako mu to uspijeva." Tadašnji voditelji produkcije AMC-a bili su izrazito rezervirani prema odabiru glavnog glumca poznavajući Cranstona jedino iz humoristične serije Malcolm u sredini pa su se upustili u razgovore s Johnom Cusackom i Matthewom Broderickom te im ponudili ulogu Whitea. Kada su oba glumca odbila, producenti su prihvatili Cranstona nakon što su pogledali spomenutu epizodu Dosjea-X.
Sam glumac Cranston napravio je znatan doprinos formaciji i razvoju karaktera Waltera Whitea. Iako je Gilligan tijekom ranog razvoja serije većinu Walterove prošlosti ostavio neobjašnjenom, glumac je sam napisao vlastitu povijest svog lika. Na početku serije Cranston se udebljao 5 kilograma kako bi fizička propast lika bila što uvjerljivija, a također je i dijelove svoje prirodno crvene kose obojao u smeđe. Blisko je surađivao s kostimografkinjom Katheleen Detoro pa je White uglavnom nosio odjeću neutralno zelene i smeđe boje kako bi sam lik učinio blijedim i nezanimljivim, a u dogovoru sa šminkericom Friedom Valenzuelom pustio je brkove koje je kasnije opisao "impotentnima" koji liče na "mrtvu gusjenicu". Cranston je konstantno upozoravao na elemente u scenarijima oko kojih se nije slagao (pogotovo kada je razvoj njegovog lika bio u pitanju), a u nekim trenucima išao je toliko daleko da je zvao Gilligana kada nije mogao pronaći kompromis sa scenaristima serije. Izjavio je da je u načinu kako se White fizički drži inspiraciju pronašao u svom ocu: "Uvijek pomalo pogrbljeno, nikad uspravno, kao da se težina cijelog svijeta obrušila na ramena tog čovjeka". U kontrastu s njegovim likom, mnogi su za vrijeme snimanja serije izjavili da je glumac Cranston izrazito zabavan, a kolega Aaron Paul išao je toliko daleko da ga je opisao kao "dijete zarobljeno u tijelu muškarca".
Gilligan je prvotno zamislio da lik Jesseja Pinkmana kojeg u seriji tumači Aaron Paul na kraju prve sezone bude ubijen zbog propalog drogeraškog dogovora, a sve kako bi Waltera Whitea započela mučiti grižnja savjest. Međutim, Gilligan je već do druge epizode serije bio impresioniran Paulovom performansom te je izjavio da bi "ubiti Jesseja bila pogreška epskih proporcija".

### Znanstvena autentičnost
Donna Nelson, profesorica organske kemije na sveučilištu u Oklahomi provjeravala je scenarije i predlagala određene dijaloge. Također je slagala kemijske strukture i pisala kemijske jednadžbe koje su korištene u seriji. Autor serije Vince Gilligan je izjavio: "Dr. Donna Nelson nas je kontaktirala i rekla da joj se serija zbilja sviđa te da će nam izaći u susret ako će nam ikada zatrebati pomoć u vezi kemije. Bila je odličan savjetnik. Kad god nam je trebala pomoć, bez obzira radilo se o kemiji, inženjerstvu ili fizici - obratili smo joj se. Pokušavamo biti maksimalno točni u svemu što radimo. Na setu ne postoji osoba koja puno radno vrijeme radi kao savjetnik, ali prije nego što se upustimo u snimanje određenih scena konzultiramo se sa stručnjacima." Također je nadodao: "U početku serije Walter White razgovara sa svojim učenicima pa sam taj dio dijaloga mogao spustiti na određeni nivo, ali kada je priča postala kompliciranijom trebala mi je pomoć pravih kemičara". Prema Gilliganu, Nelsonica "provjerava scenarije i pazi da su dijalozi u kojima se spominje kemija ispravni i recentni. Za seriju također koristimo i kemičara iz Dallasa koji radi za Agenciju za suzbijanje droge (tzv. DEA), a koji nam je bio od velike pomoći".
Jedan od najvažnijih zapleta u seriji je kristalni metamfetamin kojeg Walter "kuha", a koji ima vrlo dugačke kristale, izrazito je čist te, svojoj čistoći unatoč, ima jaku plavu boju. Istinski čist kristalni metamfetamin u stvarnosti bi bio prozirne ili bijele boje. Međutim, unatoč tome u seriji je istaknuto da su pripadnici konkurencije koji se također bave proizvodnjom metamfetamina bojali svoj proizvod u plavo kako bi prevarili mušterije da pomisle da je riječ o Walterovoj visoko-kvalitetnoj drogi.
U članku Die Chemie bei Breaking Bad autori Tunga Salthammer i Falk Harnish lamentiraju o vjerodostojnosti kemije prikazane u određenim scenama. Prema mišljenju njih dvoje, kemija je u seriji prikazana isključivo kao znanost proizvodnje bez pretjeranog objašnjavanja o analitičkim metodama koje se koriste. S druge strane, ozbiljne znanstvene teme ubačene su u dijaloge kako bi se gledateljima na taj način objasnila izuzetno važna uloga kemije u cijeloj priči.

### Tehničke odlike
Od druge sezone nadalje Michael Slovis bio je glavni fotograf serije, a za svoj je rad prikupio pohvale kritike i filmske struke. Kritičari su izrazito hvalili odvažan vizualni stil serije. Premda su autor Vince Gilligan i fotograf Slovis željeli seriju snimati u cinemascopeu, tvrtka Sony i televizijska mreža AMC nisu im odobrili navedeno. Gilligan je spominjao western filmove redatelja Sergiea Leonea kao referencu na izgled serije. Za svoj fotografski rad, Solvis je zaradio četiri nominacije za prestižnu televizijsku nagradu Emmy u kategoriji najbolje fotografije za dramsku seriju.
Kelley Dixon je bila jedna od glavnih montažerki serije, a montirala je većinu tzv. "metamfetaminskih montaža". Za navedene montaže koristila je tehnike preskakanja kadrova te ubrzavanja odnosno usporavanja kadrova po potrebi. Za svoj rad na seriji primila je šest nominacija za prestižnu televizijsku nagradu Emmy u kategoriji najbolje montirane dramske serije, a jednu je i osvojila 2013. godine.

## Teme i simbolika

### Moralne posljedice
U intervjuu za New York Times, autor Vince Gilligan izjavio je da je jedna od najvažnijih poruka serije ta da "djela imaju svoje posljedice". Detaljno je pokušao objasniti filozofiju same serije:
"Ako je religija djelo čovjeka i ničega više, u tom slučaju mi se čini da ona predstavlja čovjekovu želju da krivci budu kažnjeni. Mrzim misliti o Idiju Aminu koji je nakon svega što je učinio pobjegao u Saudijsku Arabiju gdje je živio posljednjih 25 godina svog života. To me izuzetno boli. Smatram da mora postojati određeno biblijsko pokajanje ili pravda ili nešto slično. Volim vjerovati da postoji zaslužena kazna, da karma u nekom trenutku uzvrati udarac, čak i ako do toga trebamo čekati godinama i desetljećima. Moja djevojka ima tu svoju filozofiju koja mi se jako sviđa: 'Želim vjerovati da postoji raj. Ali odbijam vjerovati da ne postoji pakao.'
U članku u kojem se serija uspoređuje sa serijama Obitelj Soprano, Momci s Madisona i Žica, autor Chuck Klosterman je istaknuo da je Na putu prema dolje "temeljena na neugodnoj premisi da postoji nepobitna razlika između onoga što je ispravno i onoga što nije te da je riječ o jedinoj seriji u kojoj likovi imaju stvarnu kontrolu nad izborom kakvim životima žele živjeti." Klosterman nadodaje da je centralno pitanje serije "što je to što čovjeka čini 'lošim' - jesu li to njegova djela, motivi ili pak njegove svjesne odluke da bude loša osoba?" U istom članku Klosterman zaključuje da su u svijetu serije Na putu prema dolje "dobrota i zlo komplicirani izbori, odnosno da nisu različiti od ničega drugoga."
Ross Douthat iz New York Timesa, u odgovoru na Klostermanov članak, uspoređuje serije Na putu prema dolje i "Obitelj Soprano" ističući da su obje serije "moralne drame". Douthat nadodaje da Walter White i Tony Soprano "predstavljaju odraz problema kao što su zlo, prokletstvo i slobodna volja". Walter je čovjek koji "namjerno napušta svjetlost i odlazi u tamu" dok je Tony "netko tko je rođen i odrastao u tami" te koji uporno "odbija mnoštvo prilika da se izvuče prema svjetlu".

### Odanost obitelji
Kroz cijelo svoje trajanje, serija se bavi istraživanjem veza glavnih likova prema njihovim obiteljima. Walt svoju odluku o početku proizvodnje metamfetamina i postanku kriminalcem brani željom da zbrine svoju obitelj. U trećoj sezoni on pokušava izaći iz posla zbog toga što mu Skyler prijeti napuštanjem. Gus ga nagovara da ostane govoreći mu da je posao svakog muškarca da brine o svojoj obitelji, premda ga ista ne voli. U posljednjoj epizodi serije, međutim, Walt konačno priznaje Skyler da je njegova glavna motivacija za sve što je radio bila vlastiti interes, unatoč činjenici da je za nju i njihovu djecu u tajnosti osigurao 9,72 milijuna dolara. Jessejevu usamljenost u ranijim sezonama serije moglo bi se djelomično objasniti kroz odluku njegovih roditelja da ga izbace iz kuće zbog problema s konzumacijom droge. Upravo ta odvojenost od roditelja približava ga Jane čiji joj otac non-stop prigovara za njezino drogiranje. Kada se Walt susretne s Janeinim ocem, on o Jesseju priča kao o svom nećaku te priznaje da ne može doprijeti do njega. Janein otac mu odgovara da mora nastaviti pokušavati, jer smatra da se od obitelji ne smije odustati zbog toga što ništa drugo niti ne postoji u čovjekovom životu. Janeina smrt na kraju druge sezone, a koju Walter namjerno nije spriječio, glavni je razlog zbog čega njezin otac kao kontrolor leta uzrokuje sudar zrakoplova. 
Čak i puno "čvršći" likovi u seriji (odnosno likovi koji ne podliježu olako emocijama) održavaju veze sa svojim obiteljima. U drugoj sezoni Tuco Salamanca provodi vrijeme njegujući svog fizički onesposobljenog ujaka Hectora. Kada Hank ubije Tuca, njegovi rođaci se zaklinju na osvetu. Njihova, pak, djela detaljno su objašnjena kroz upotrebu flashback scene u kojoj im Hector objašnjava da je "obitelj sve". Franšiza brze prehrane Los Pollos Hermanos Gustava Fringa u prijevodu znači "Pileća Braća" (eng. The Chicken Brothers). Naziv je direktna aluzija na činjenicu da su franšizu pokrenuli Gus i Max, čovjek s kojim je Gus očito imao vrlo blisku povezanost. Kada Hector Salamanca ubije Maxa, Gus se zaklinje uništiti kompletnu Hectorovu obitelj. U prvom dijelu pete sezone objašnjeno je da razlozi zbog čega se Mike Ehrmantraut nalazi u tom poslu leže u njegovoj želji da osigura budućnost svoje unuke, a u jednoj od posljednjih scena vidimo ga kako se nalazi u nedoumici treba li ostaviti unuku samu u parku i pobjeći, nakon što dobije dojavu da ga policija dolazi uhititi. Tijekom drugog dijela pete sezone, arijevac Jack Welker upozorava da treba "biti odan obitelji" te ne ubija Walta na molbu svoga nećaka Todda Alquista koji gaji strahovito poštovanje prema Walteru. Kasnije, Lydia Rodarte-Quayle opetovano moli Mikea da ju ostavi u stanu kako bi ju njezina kćerka mogla pronaći i tako ne pomisliti da ju je majka napustila, ako ju ovaj odluči ubiti. Poput Waltera i Mikea, i Lydia se nalazi u poslu s drogom kako bi skrbila za svoju kćerku, a glumica Laura Fraser je u jednom intervjuu izjavila da je Lydijina kćerka važna zbog toga što "Lydia na taj način opravdava sve ono što je od sebe učinila".

### Ružičasti plišani medvjedić
Jedan od glavnih motiva u drugoj sezoni serije je prikaz oštećenog plišanog medvjedića i oka koje mu nedostaje. Plišani medvjedić prvi puta se pojavljuje na kraju glazbenog spota "Fallacies" Jessejevog benda "TwaughtHammer", a koji je objavljen kao webizoda u veljači 2009. godine prije početka emitiranja druge sezone. Plišani medvjedić također se može vidjeti i na zidnom muralu u Janeinoj sobi tijekom posljednje epizode druge sezone čime se još više pojačava veza između sudara zrakoplova i same Jane. U sveukupno četiri epizode druge sezone plišani medvjedić je prikazan u tzv. flashforwardima, a kada se imena tih epizoda spoje otkriva se rečenica: "Seven Thirty-Seven down over ABQ" (u slobodnom prijevodu Let 737 pao iznad Albuquerqueja). Sve scene radnjom smještene unaprijed (tzv. flashforwardi) snimljene su u crno-bijeloj tehnici, osim iznimke koju predstavlja ružičasti plišani medvjedić, a čemu se željelo odati priznanje filmu Schindlerova lista koji je također snimljen kao crno-bijeli film izuzev jedne scene u kojoj djevojčica hoda getom noseći crveni kaputić. Na kraju sezone Walter indirektno izaziva sudar dvaju zrakoplova iznad njegovog grada; tada se otkriva da je ružičasti plišani medvjedić ispao iz jednog od dva zrakoplova te završio u bazenu obitelji White. Vince Gilligan izjavio je da je zrakoplovna nesreća pokušaj vizualizacije "odvratne bijede u koju je Walt zavezao sve one koje voli" te da je riječ o "Božjoj presudi".
U prvoj epizodi treće sezone Walt pronalazi oko koje nedostaje plišanom medvjediću u filteru bazena. Televizijski kritičar Myles McNutt proglasio je navedenu scenu "simbolom štete za koju se Walter osjeća odgovornim", a The A.V. Club komentirao je da tom scenom "ružičasti medvjedić nastavlja optuživati". Obožavatelji i kritičari uspoređivali su lice ružičastog medvjedića sa scenom lica Gusa Fringa na samom kraju četvrte sezone serije.
Dana 29. rujna 2013. godine plišani ružičasti medvjedić skupa s ostalim predmetima iz serije prodan je na aukciji održanoj na dan emitiranja posljednje epizode.

### Walt Whitman
Ime Waltera Whitea podsjeća na ime pjesnika Walta Whitmana. U seriji Gale Boetticher daje Waltu kopiju Whitmanove zbirke pjesama Vlati trave. Prije nego mu je pokloni, Boetticher recitira pjesmu "When I Heard the Learn'd Astronomer". U epizodi naziva Bullet Points, Hank pronalazi inicijale W.W. napisane u Boetticherovim bilješkama te se s Waltom šali da su to njegovi inicijali, premda ga Walt uvjerava da se vjerojatno odnose na Whitmana.
U epizodi naziva Hazard Pay dok posprema svoju spavaću sobu Walt pronalazi kopiju knjige Vlati trave, kratko se nasmije te ju započne čitati. Sve to događa se u trenutku dok se sam Walt nalazi na vrhuncu svog života kada osjeća da sve sjeda na svoje mjesto i da mu sve polazi za rukom. Pjesma u knjizi naziva "Song to Myself" (u slobodnom prijevodu Pjesma samome sebi) temeljena je na jednom od takvih osjećaja te produbljuje vezu između Waltovog života i Whitmanove poezije. Posljednja epizoda prvog dijela pete sezone naziva Gliding Over All naslovljena je prema 271. pjesmi knjige Vlati trave. U epizodi Hank pronalazi knjigu u Waltovoj kupaonici te ju otvara gdje na koricama s unutarnje strane pronalazi rukom napisanu posvetu: "Mom drugom omiljenom W.W.-u. Čast je raditi s tobom. S ljubavlju, G.B.". Nakon što pročita posvetu, Hank vidno ostaje u šoku, konačno shvaćajući istinu o Walteru. Istovremeno tom scenom napravljen je i uvod u drugi dio pete sezone, ujedno i završno poglavlje cijele serije.

## Priznanja

### Kritike
Serija Na putu prema dolje pobrala je hvalospjeve televizijskih kritičara diljem svijeta, a od strane mnogih proglašena je kao jedna od najboljih serija svih vremena. Na popularnoj internetskoj stranici Metacritic koja se bavi prikupljanjem filmskih i televizijskih kritika, prva sezona ima prosječnu ocjenu 73/100, druga 85/100, treća 89/100, četvrta 96/100, a peta 99/100. Američki filmski institut seriju je redovito stavljao među deset najboljih serija 2008., 2010., 2011., 2012. i 2013. godine.
 Godine 2013. časopis TV Guide postavio ju je na deveto mjesto svoje liste najboljih televizijskih serija u povijesti. Do kraja svog emitiranja, serija je bila jedan od najgledanijih programa američke kablovske televizije uz napomenu da se gledanost između četvrte i pete sezone emitiranja doslovno udvostručila. Godine 2016. popularni magazin Rolling Stone seriju Na putu prema dolje stavio je na treće mjesto svoje liste "stotinu najboljih televizijskih serija svih vremena".
Prva sezona serije dobila je pozitivne ocjene filmske struke. Kritičarka New York Posta, Linda Stasi, hvalila je seriju, a pogotovo glumačke izvedbe Cranstona i Paula uz napomenu: "Zadivljujuće je koliko su Cranston i Paul dobri. Voljela bih reći da su pronašli savršenu kemiju, ali sram me je svesti kritiku na tako površnu ocjenu." Robert Bianco iz USA Today također je hvalio Cranstona i Paula uz objašnjenje: "U seriji je prisutan humor, pogotovo u Waltovim nastojanjima da sve objasni školskom logikom, dok je Paul fascinantan u ulozi poluidiota. Ali čak su i njihove zajedničke scene pune napetosti, pogotovo u onim trenucima kada otkrivaju da je ubiti nekoga - čak i u samoobrani - mračan i prljav posao".
Druga sezona serije također je pobrala hvalospjeve. Kritičar časopisa Entertainment Weekly Ken Tucker napisao je: "Serija je fantastična i svježa metafora za sredovječnu krizu: bili su potrebni rak pluća i kriminal kako bi se Walt probudio iz svoje predgradske ukočenosti, kako bi ponovno doživio život; kako bi se upuštao u rizike i opasnosti, kako bi radio stvari za koje nije niti znao da ih je sposoban raditi. Naravno, ništa od ovoga ne bi štimalo da lika ne tumači dobitnik Emmyja Bryan Cranston. Uz sve elemente svjetlosti i tame postoji nešto osvježavajuće u ovoj seriji: to je serija tijekom čijeg se gledanja osjećate dobro, iako su njezina radnja odnosno stvari koje likovi u njoj čine vrlo, vrlo loši." Tim Goodman iz magazina San Francisco Chronicle također je hvalio seriju: "Prve tri epizode druge sezone koje su nam poslali iz AMC-a nastavljaju s jednakom kvalitetom kao i prethodna sezona. Zapravo, čini se da je Gilliganova odvažna vizija ojačala sve koji rade na projektu. U svakoj sljedećoj epizodi može se osjetiti zrelost i jačanje ambicije." Priznati autor horor romana Stephen King hvalio je seriju, uspoređujući je s djelima poput Twin Peaksa i Plavog baršuna.
Kritičari su treću sezonu ocijenili još boljom od prethodne. Magazin Time je istaknuo da se radi o "drami koja je do svog vrhunca odlučila dolaziti polagano, a ne uz eksplozije što ju zbog tog izbora čini još boljom". Newsday je napisao da je i u trećoj sezoni Na putu prema dolje još uvijek najbolja televizijska serija koja ostaje vjerna samoj sebi. Tim Goodman hvalio je scenarij, glumu i fotografiju te posebno "vizualnu avanturističnost". Što se vizualnog identiteta tiče, Goodman je nadodao: "Radi se o mješavini zadivljujuće ljepote i zapanjujuće čudnovatosti". Nakon što je emitirana posljednja epizoda treće sezone, The A.V. Club je napisao da je upravo ta sezona "jedna od dramaturški najboljih televizijskih serija do sada. A ono što je čini toliko uzbudljivom nije da se radi samo o nečemu 'dobrom', kako je jedan kritičar napisao. Ono što ovu seriju čini perfektnom jest činjenica da scenaristi u potpunosti zanemaruju da se radi 'tek' o televizijskoj seriji."
Četvrta sezona dobila je pozitivne ocjene gotovo svih kritičara diljem svijeta. Boston Globe proglasio ju je "fantastičnom". Novine Pittsburgh Post-Gazette ocijenile su sezonu "inteligentnom i kompleksnom; serija je to koja podiže na novu razinu umjetničku kvalitetu televizije kao medija". Mnogi kritičari četvrtu sezonu proglasili su jednom od najboljih sezona televizijskih serija 2011. godine. Magazin Time proglasio je rečenicu Waltera Whitea "I am the one who knocks" (u slobodnom prijevodu Ja sam taj koji kuca) jednom od najboljih televizijskih rečenica te godine. Pittsburgh Post-Gazette proglasio je seriju najboljom 2011. godine uz napomenu: "Na putu prema dolje jedna je od rijetkih televizijskih serija koja u razvoju svoje priče nije napravila niti jedan krivi korak". The A.V. Club u svojoj kritici posljednje epizode četvrte sezone istaknuo je da se radi o "fantastično primjerenom kraju sezone koja je polagano dolazila do svog krešenda, koja je započela i tijekom svog trajanja nastavljala prikazivati mnoge krize koje su riješavane iz tjedna u tjedan. Međutim, sada kada su stvari razjašnjene ne znači da dolazi kraj. Nikad ništa nije toliko lako u seriji kao što je Na putu prema dolje". Isti kritičar nastavio je s hvaljenjem sezone te zaključio: "Kakva je to bila sezona na televiziji - daleko od onoga što bi bilo tko od nas očekivao, a možda i zaslužio."
Oba dijela pete sezone pobrala su hvalospjeve televizijskih kritičara, a pogotovo je bila hvaljena epizoda Ozymandias. Nakon završetka emitiranja serije, kritičar Nick Harley sumirao je svoje mišljenje o istoj: "Stručno napisana, virtuozno režirana i odglumljena bez greške, Na putu prema dolje je sve što želite i očekujete od drame. Kritičari će u sljedećih deset godina razglabati o tome što ju je učinilo toliko dobrom i velikom, ali razloga za to je bezbroj, a neki su već i odavno napisani." Tijekom posljednje sezone seriju je hvalio George R. R. Martin, autor priznate serije knjiga Pjesma leda i vatre, a pogotovo je istaknuo epizodu Ozymandias: "Walter White veće je čudovište od bilo koga u Westerosu". U svojoj kritici za drugi dio pete sezone, Seth Amitin iz IGN-a je napisao: "Drugi dio pete sezone serije Na putu prema dolje vjerojatno je nešto najbolje što nam je televizija kao medij ikada pružila", dok je za epizodu Ozymandias nadodao: "Vjerojatno se radi o najboljoj epizodi bilo koje televizijske serije koju sam imao prilike gledati". Jonah Goldberg iz National Reviewa proglasio je seriju "trenutno najboljom na televiziji, a možda čak i najboljom ikada". Veteranski glumac Sir Anthony Hopkins napisao je otvoreno pismo u kojem hvali glumu Bryana Cranstona te u njemu istaknuo: "Vaša performansa Waltera Whitea najbolja je gluma koju sam ikada u životu vidio. Ikada."Također je hvalio i ostale članove glumačke i filmske ekipe. Pismo se prvi put pojavilo na Facebook stranici glumca Stevena Michaela Quezade (koji u seriji tumači lik agenta DEA-e Stevena Gomeza), ali unatoč činjenici što je pismo vrlo brzo nakon toga maknuto, svejedno se proširilo internetom. Godine 2013. Guinnessova knjiga rekorda proglasila je Na putu prema dolje najbolje ocijenjenom televizijskom serijom svih vremena, uz posebni naglasak na internetsku stranicu Metacritic gdje serija ima prosječnu ocjenu 99/100 za posljednju, petu sezonu.

### Gledanost
| Sezona                  | Vrijeme emitiranja | Broj epizoda | Premijera sezone   | Premijera sezone                   | Završetak sezone   | Završetak sezone                | Prosječan broj gledatelja (u milijunima) |
| Sezona                  | Vrijeme emitiranja | Broj epizoda | Datum              | Gledanost premijere (u milijunima) | Datum              | Gledanost finala (u milijunima) | Prosječan broj gledatelja (u milijunima) |
| ----------------------- | ------------------ | ------------ | ------------------ | ---------------------------------- | ------------------ | ------------------------------- | ---------------------------------------- |
| Prva sezona             | Nedjelja, 22h      | 7            | 20. siječnja 2008. | 1,41                               | 9. ožujka 2008.    | 1,50                            | 1,23                                     |
| Druga sezona            | Nedjelja, 22h      | 13           | 8. ožujka 2009.    | 1,66                               | 31. svibnja 2009.  | 1,50                            | 1,30                                     |
| Treća sezona            | Nedjelja, 22h      | 13           | 21. ožujka 2010.   | 1,95                               | 13. lipnja 2010.   | 1,56                            | 1,52                                     |
| Četvrta sezona          | Nedjelja, 22h      | 13           | 17. srpnja 2011.   | 2,58                               | 9. listopada 2011. | 1,90                            | 1,90                                     |
| Peta sezona (prvi dio)  | Nedjelja, 22h      | 8            | 15. srpnja 2012.   | 2,93                               | 2. rujna 2012.     | 2,78                            | 4,32                                     |
| Peta sezona (drugi dio) | Nedjelja, 21h      | 8            | 11. kolovoza 2013. | 5,92                               | 29. rujna 2013.    | 10,28                           | 4,32                                     |

### Nagrade i nominacije
Serija Na putu prema dolje dobila je veliki broj nagrada i nominacija uključujući 16 prestižnih nagrada Emmy uz sveukupno 58 nominacija gdje je proglašena najboljom serijom godine u dva navrata - 2013. i 2014. godine. Također je osvojila dvije nagrade Peabody - jednu 2008., a drugu 2013. godine. Za portret Waltera Whitea, glumac Bryan Cranston osvojio je četiri nagrade Emmy u kategoriji najboljeg glavnog glumca 2008., 2009., 2010. i 2014. godine. Cranston je također osvojio i nagradu TCA za najboljeg dramskog glumca 2009. godine te tri nagrade Satelit za najboljeg glumca 2008., 2009. i 2010. godine kao i nagrade Udruženja televizijskih kritičara i nagradu Saturn u istoj kategoriji 2012. godine. Aaron Paul je osvojio nagradu Emmy tri puta (2010., 2012. i 2014.) u kategoriji najboljeg sporednog glumca. Paul je također osvojio i nagradu Saturn 2010. i 2012. godine u istoj kategoriji. Glumica Anna Gunn osvojila je nagradu Emmy u kategoriji najbolje sporedne glumice dva puta - 2013. i 2014. godine. Za svoj rad na četvrtoj sezoni, glumac Giancarlo Esposito osvojio je nagradu Udruženja televizijskih kritičara u kategoriji najboljeg sporednog glumca u dramskoj seriji. Godine 2010. i 2012. Na putu prema dolje osvojila je nagradu TCA za najbolju dramsku seriju, kao i posebnu nagradu za najbolji televizijski program 2013. godine. Godine 2009. i 2010. serija je osvojila dvije nagrade Satelit u kategoriji najbolje dramske televizijske serije. Uz sve to, Ceh scenarista Amerike proglasio ju je najboljom televizijskom dramskom serijom 2012. i 2013. godine, a na svojoj listi "101 najbolje napisana televizijska serija u povijesti" postavio ju je na visoko 13-o mjesto (te iste godine serija je prvi puta osvojila nagradu Emmy u kategoriji najbolje dramske serije). Sveukupno, od 262 nominacije serija Na putu prema dolje osvojila je 110 raznih nagrada i priznanja industrije.

## Ostali projekti vezani za seriju
Nakon nekoliko dana spekulacije, 13. ožujka 2013. godine kompanija Sony potvrdila je snimanje remake serije Na putu prema dolje za španjolsko govorno područje pod nazivom Metástasis, a u kojoj će nastupiti Diego Trujillo kao Walter Blanco (Walter White) i Roberto Urbina kao José Miguel Rosas (Jesse Pinkman) uz Sandru Reyes i Juliána Aranga u još nepoznatim ulogama. Dana 2. listopada iste godine službeno je objavljena lista glumaca koji će nastupiti u seriji, a koja je uključivala Reyes kao Cielo Blanco (Skyler White) i Aranga kao Henryja Navarra (Hank Schrader). Također je objavljeno da će se radnja serije odvijati u Kolumbiji, a da će se lik Saula Goodmana u seriji zvati Saúl Bueno.
Još u travnju 2013. godine tvrtke AMC i Sony objavile su da su izrazito zainteresirane za kreiranje tzv. spin-off serije čija će se radnja fokusirati na lik Saula Goodmana (Bob Odenkirk), a za čiji razvoj će biti zaduženi Vince Gilligan i jedan od scenarista Na putu prema dolje Peter Gould. U rujnu iste godine AMC i Sony Pictures Television službeno su najavile seriju Better Call Saul, radnjom smještenu prije događaja opisanih u seriji Na putu prema dolje. Serija se fokusira na Saulov život prije upoznavanja Waltera Whitea u razdoblju od šest godina, a svoje je premijerno emitiranje imala 8. veljače 2015. godine.
U srpnju i kolovozu 2013. godine u jeku razvoja raznih igara, promo materijala, tzv. podcastova i ostalih medijskih elemenata, AMC je na službenoj stranici serije objavio digitalni strip naziva Breaking Bad: All Bad Things. Strip u principu "rekapitulira prve četiri i pol sezone Walterove preobrazbe iz sredovječnog profesora kemije u narkokralja."
U razdoblju od 11. kolovoza do 29. rujna 2013. godine emitirano je osam epizoda talk-showa naziva Talking Bad na televizijskoj mreži AMC odmah nakon emitiranja svake epizode drugog dijela pete sezone. Voditelj emisije Chris Hardwick skupa sa svojim gostima koji su uključivali osobe iz javnog života koje su bile obožavatelji serije, ali i članove glumačke i snimateljske ekipe serije razglabali su o svakoj pojedinoj epizodi odmah nakon njihovog emitiranja. Emisija Talking Bad inspirirana je uspjehom drugog talk-showa naziva Talking Dead (čiji je Hardwick također voditelj), a koja se emitira svakog tjedna odmah nakon prikazivanja nove epizode serije Živi mrtvaci.
U listopadu 2013. godine njujorški kompozitor Sung Jin Hong najavio je svoju želju za kreiranjem opere inspirirane epizodom serije naziva Ozymandias.
U ožujku 2017. godine dvojica obožavatelja serije iz Francuske (filmski redatelj Lucas Stoll i grafički dizajner Gaylor Morestin) montirali su i objavili dvosatni film koji je sastavljen od krucijalnih dijelova priče kompletne serije. Film je pobrao pomiješane kritike; Polygon ga je prozvao "poprilično dobrim dvosatnim uratkom", dok ga je Vox opisao kao "film koji može funkcionirati, ali samo do određene razine. U konačnici radi se o gledljivom i zanimljivom filmu, ali poprilično ogoljenom. Svom gledatelju film daje osnovnu strukturu zapleta serije Na putu prema dolje - srednjoškolski profesor boluje od raka i postaje narkokralj Albuquerqueja - ali izostavlja dublji razvoj radnje, odnose likova, a pogotovo povezanosti i motivacije. Većina Walterovog i Jessejevog odnosa nije prikazana, zbog čega gledatelj dobiva dojam da su sve njihove akcije i reakcije jedan na drugog poprilično nasumične i nagle. Walterova supruga Skyler i njegov šogor Hank nešto su bolje prikazani, ali korijeni njihovih odnosa također su svedeni na minimum". Dvojica autora filma opisali su svoje djelo kao "studentski projekt koji se pretvorio u apsolutnu strast" te su nadodali da su im trebale "dvije godine neprospavanih noći i beskrajne montaže" kako bi ga završili.

## Utjecaj serije

### Kult sljedbenika
Godine 2015. autor serije Vince Gilligan javno je zamolio obožavatelje serije da prestanu pokušavati ponoviti scenu u kojoj Walter ljutito baca pizzu na krov svoje kuće nakon što ga supruga odbije pustiti natrag u njihov dom. Gilligan je ovo napravio nakon što se nekoliko vlasnika kuća žalilo na slične situacije. Glumac Bryan Cranston ponovio je svoju ulogu iz serije u reklami za Esurance koja se emitirala tijekom XLIX Super Bowla, tjedan dana prije premijere Better Call Saul tzv. spin-offa serije Na putu prema dolje.

### Osmrtnica i pogreb Waltera Whitea
Skupina obožavatelja serije je 4. listopada 2013. godine u novine Albuquerque Journal platila objavu osmrtnice za Waltera Whitea. Dana 19. listopada iste godine na groblju Albuquerque Memorial Park održan je lažni sprovod koji je uključivao mrtvačka kola i repliku vozila koje je u prvih par sezona služilo kao laboratorij za kuhanje metamfetamina. Na grobno mjesto postavljena je bista s fotografijom Bryana Cranstona u liku Waltera Whitea. Premda su neki stanovnici izražavali svoje negodovanje, od ulaznica za pogreb prikupljeno je gotovo 17 tisuća dolara koje su iskorištene za lokalnu dobrotvornu ustanovu naziva Healthcare for the Homeless (u slobodnom prijevodu "skrb za beskućnike").

### Alternativne teorije u vezi završetka serije
Mnogi obožavatelji serije Na putu prema dolje uključujući i glumca Norma MacDonalda te spisateljicu iz New Yorka Emily Nussbaum kao jednu od teorija izložili su da se većina posljednje epizode serije događa u Waltovom umu te da je on zapravo umro u ukradenom automobilu Volvo na njezinom početku. Dok je Nussbaum samo natuknula da bi za nju to bio bolji završetak cijele priče, MacDonald je stavio naglasak na potpuno nerealni tijek događaja Waltovog posljednjeg dana, kao i na, po njegovom mišljenju, lošiju glumu. Međutim, autor serije Vince Gilligan negirao je obje teorije objašnjenjem da Walt ne bi mogao znati nekoliko stvari koje su se dogodile (npr. činjenicu da se Jesse nalazi u zarobljeništvu Jackove bande ili da je Todd započeo odlaziti na sastanke s Lydijom u vezi prodaje droge).

## Vanjske poveznice
- Na putu prema dolje u internetskoj bazi filmova IMDb-a
- Službena stranica - Breaking Bad